# Richard Croke
Richard Croke (* 1489?; † 21. oder 29. August 1558 in London), auch Richard Crocus, war ein englischer Philologe und Professor für Griechische Sprache in Leipzig und Cambridge.

## Leben
Croke studierte ab 1505 am Eton und am King’s College der Universität Cambridge und wechselte dann nach Oxford. Nach Aufenthalten in Paris, Löwen und Köln übernahm er 1515 als Erster den Lehrstuhl für Griechisch an der Universität Leipzig. Croke revolutionierte den Griechisch-Unterricht in Leipzig, in dem er nicht nur Grundlagen der Grammatik vermittelte, sondern die gesamte griechische Sprache. Er lobte die Ordnung und Organisation der Stadt mit dem Ausspruch: „Athen und Karthago würden jetzt noch blühen, wenn sie einen solchen Rat gehabt hätten“. 1516 schrieb er ein erstes Griechisch-Lehrbuch für seine Studenten. 1518 kehrte Croke, vermutlich unter Vermittlung von Thomas Morus, jedoch in seine Heimat an die Universitat Cambridge zurück. Sein Nachfolger in Leipzig war der bedeutende Humanist Petrus Mosellanus.
1519 wurde er als Nachfolger von Erasmus von Rotterdam Professor in Cambridge. Hier gab es jedoch eine heftige Kontroverse und Croke musste sich heftigste Anfeindungen seitens der konservativen Theologen gefallen lassen. Croke wechselte als Hofmeister an den Hof von König Heinrich VIII. 1529/30 wurde er vom König auf eine diplomatische Mission nach Italien entsandt, wo er positive Gutachten für eine Scheidung und Wiederheirat des Königs von Universitäten und Theologen einholen sollte.
Nach seiner Rückkehr ging Croke 1532 an die Universität Oxford, wo er bis zu seiner Pensionierung im Jahr 1545 tätig war.

## Werke
- M. R. Croci Londoniensis Tabulae, grecas literas compendio discere cupientibus …. Schumann, Leipzig 1516, (Online-Exemplar) des Münchener Digitalisierungszentrums.